# 坌处镇
坌处镇，是中华人民共和国贵州省黔东南苗族侗族自治州天柱县下辖的一个乡镇级行政单位。

## 行政区划
坌处镇下辖以下地区：
坌处社区、坌处村、宰贡村、青浪村、地冲村、雅地村、平茫村、偏坡村、中寨村、大山村、蒋溪村、凤林村、抱塘村、长滩村、三门塘村、大冲村、鸡田村、岩盘村、孔安村、相柳村和地兰村。

## 刘氏宗祠
三门塘村刘氏宗祠始建于清光绪元年（1875年）。刘氏先祖刘旺是跟随朱元璋南北征讨、屡建奇功的战将，明永乐八年封诰为昭勇将军，刘氏后裔修建了这座宗祠纪念昭勇将军，弘扬刘氏家风。在此后的百余年间，刘氏家族的子孙后代不断修葺，作为祭祖、议事、喜庆的的活动场所。
2013年11月，世界银行贷款贵州省文化与自然遗产保护与开发项目开始对刘氏宗祠进行保护和修缮。项目团队首先开展了建筑病害现状勘察，探明造成建筑物病害的原因，选择适宜的修复材料和工艺，并走访刘氏家族成员及三门塘村村民广泛征询意见，吸收他们参与项目规划、设计和实施。项目严格遵循“不改变文物现状”和世界文化遗产保护的“真实性、完整性”原则。该修复项目获得联合国教科文组织2016年亚太地区文化遗产保护誉项目奖。